# Dmitri Zakhartchenko
Dmitri Viktorovitch Zakhartchenko (Дмитрий Викторович Захарченко),né le 26 août 1978, dans la sloboda de Volochino (raïon de Millerovo) de l'oblast de Rostov (RSFSR), est un ancien employé des organes de sécurité du ministère de l'Intérieur de la fédération de Russie, colonel de police, candidat en sciences économiques. Il est connu à cause d'un scandale intervenu en septembre 2016, lorsqu'étant chef par intérim de l'un des départements de la Direction principale de la sécurité économique et de la lutte contre la corruption du ministère des Affaires intérieures de la Russie, il été accusé de corruption et d'abus de pouvoir, et lui-même a été arrêté et démis de ses fonctions. Cette affaire a connu une grande résonance dans le pays.
Le 10 juin 2019, il a été condamné par le tribunal à 13 ans de privation de liberté et à une amende de 117 millions de roubles pour corruption et entrave à la justice. Il est également dépouillé de ses distinctions d'État et du grade spécial de colonel.
En octobre 2019, le tribunal abaisse la durée d'emprisonnement à 12 ans et six mois, excluant de l'accusation le crime par un groupe de personnes en collusion.

## Biographie
Il naît dans une famille d'instituteurs,. Il est diplômé de l'Académie de l'administration d'État du Caucase du Nord (avec diplôme rouge), de l'Université d'État de Rostov où il étudie à la faculté d'économie et à la faculté d'histoire, et prend des cours de droit. Il commence à travailler en 2001 à la police des impôts.
En 2005, il déménage à Moscou pour servir au Département de la sécurité économique du ministère des Affaires intérieures de la FR. En 2016, il a le grade de colonel de police et devient chef par intérim du Département T du Département de la sécurité économique et de lutte contre la corruption.

## Affaire et procès
Le 8 septembre 2016, l'officier de police est arrêté par des fonctionnaires du FSB, et mis en détention le 10 septembre. Le colonel est accusé d'avoir accepté des pots-de-vin, d'abus de pouvoir et d'entrave à la justice. Au cours de l'enquête sur l'affaire Zakhartchenko (à laquelle participe notamment Igor Krasnov), les enquêteurs trouvent treize appartements, quatorze places de parking dans des quartiers d'élite de Moscou, ainsi que quatre voitures, un lingot d'or de 500 grammes, une montre Rolex et des bijoux, ainsi que des devises dont le montant en équivalent rouble est de 8,5 milliards de roubles,. On lui trouve un total de 27 propriétés immobilières. Selon Zakhartchenko, la propriété ci-dessus a été gagnée par sa sœur et son père qui travaillaient dans la construction et l'agriculture. Plus tard, de l'argent supplémentaire est saisi pour un montant équivalent rouble supérieur à un milliard de roubles.
Le 14 septembre 2016, une information est dévoilée dans la presse selon laquelle on trouve dans les comptes de membres de la famille de Zakhartchenko environ 300 millions d'euros; mais cette information est démentie par le représentant officiel du Comité d'enquête de la fédération de Russie, Vladimir Markine,. Zakhartchenko est exclu du ministère des Affaires intérieures en septembre 2016.
En novembre 2017, l'enquête se poursuit dans l'affaire Zakhartchenko et de membres de sa famille.
Le tribunal du quartier de la Presnenka de Moscou commence à ouvrir l'affaire Zakhartchenko le 15 août 2018.
En août 2018, 8,5 milliards de roubles, 2 millions d'euros et plus de 120 millions de dollars américains et d'autres biens sont transformés en revenus de l'État qui seront ensuite vendus.
En octobre 2018, plusieurs autres accusés dans l'affaire Zakhartchenko sont arrêtés. Selon le CER, l'un des détenus avait donné à Zakhartchenko 2 milliards de roubles en pots-de-vin.
En mai 2019, lors du débat des parties, le parquet requiert pour Dmitri Zakhartchenko 15 ans 1/2 dans une prison à régime strict, une amende de plus de 494 millions de roubles, et de privation du colonel de son grade, de ses décorations et médailles.
Le 10 juin 2019, le tribunal de la Presnenka de Moscou le condamne à 13 ans de prison et à une amende de 117 millions de roubles dans une affaire de pots-de-vin et d'entrave à la justice. Il est également privé de ses décorations et du grade spécial de colonel. Le 17 octobre 2019, le tribunal de Moscou décide de modifier le verdict, d'exclure de l'accusation la « commission d'un crime par un groupe de personnes par accord préalable » et de réduire la peine d'emprisonnement à 12 ans et 6 mois.

## Évaluation personnelle
Après la découverte de la « comptabilité noire » de Zakhartchenko, Alexandre Bastrykine refuse de donner une appréciation morale à cette personne, le président du CER est fortement impressionné par le faît qu'« à côté du montant de 600 000 euros ait été écrite la mention "broutille" » par la famille.
La représentante officielle du CER, Svetlana Petrenko, déclare sur les ondes de la radio Vesti FM, que dans l'entourage de Zakhartchenko et au travail, où il se montrait rarement, on l'appelait « Zakhar le rusé », car il avait personnellement développé et organisé des stratagèmes réussis pour extorquer des pots-de-vin: « Oui, il est assez intelligent…Il ne répétait jamais le même tour! » confirme Svetlana Petrenko. Au contraire, certains collègues, qualifient amicalement le comportement de Zakhartchenko d'«absurde». L'enquêteur expérimenté Telman Gdlian est quant à lui extrêmement sceptique quant au génie de Zakhartchenko, il pointe sans équivoque la présence d'une bande, arguant: « Toute l'histoire indique qu'une seule personne - ni physiquement ni organisationnellement - est incapable de prendre une telle dimension. ». Le magazine  Expert écrit que « Zakhartchenko apparaît comme une sorte de Professeur Moriarty de Conan Doyle ». «Le colonel Zakhartchenko restera dans l'histoire des forces de l'ordre russes», prédit le célèbre avocat Valeri Karychev dans son livre La Mafia russe 1991-2017.